# Mode au XXe siècle
 (mai 2025).

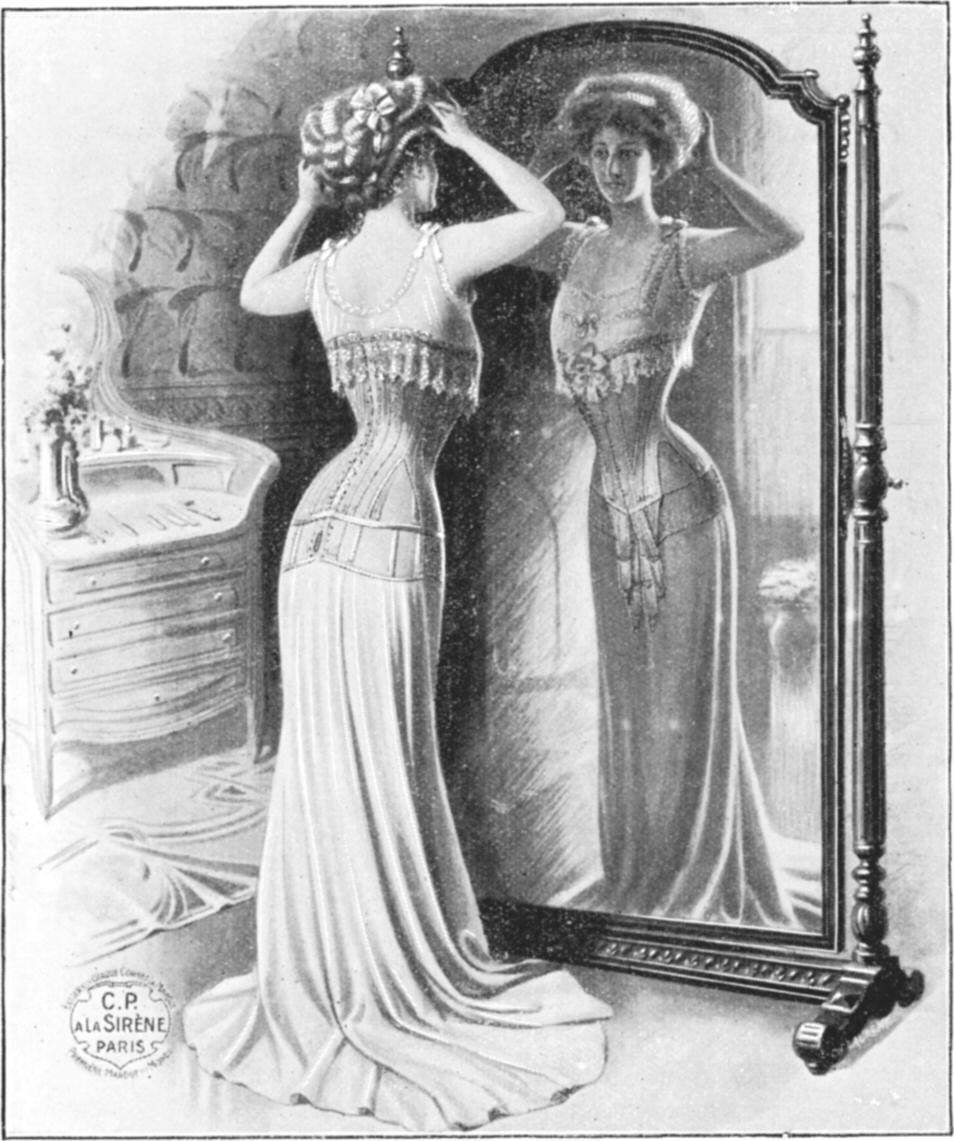
Le Néos

Cet article présente la mode au XXe siècle.
Le costume masculin évolue peu dans la première moitié du siècle. Le costume féminin subit quant à lui plusieurs évolutions majeures qui seront dues à la guerre, au sport et à l'essor de l'automobile.

## Années 1900

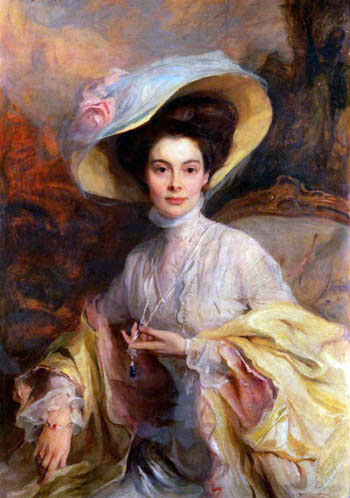
La princesse impériale Cécilie (1908)

La période de la Belle Époque est caractérisée, chez les femmes, par une silhouette en S. Elles portent un corset ou une guêpière visant à faire ressortir la poitrine et d'accentuer la cambrure.
La robe à traîne remplace la tournure, et les premiers manteaux de fourrure font leur apparition.
Les détails emblématiques de la mode féminine de l'époque sont les immenses chapeaux, les boléros à cascade de dentelle, les jupes en corolle, les corsages ornés de perles ou de franges, et les manches gigot. Les éventails sont en vogue.
Du côté des hommes, la Belle Époque marque l'apogée du haut-de-forme. C'est aussi la mode des moustaches et des barbes, et il est courant de dormir avec un fixe-moustache pour obtenir un pli parfait.

## Années 1910

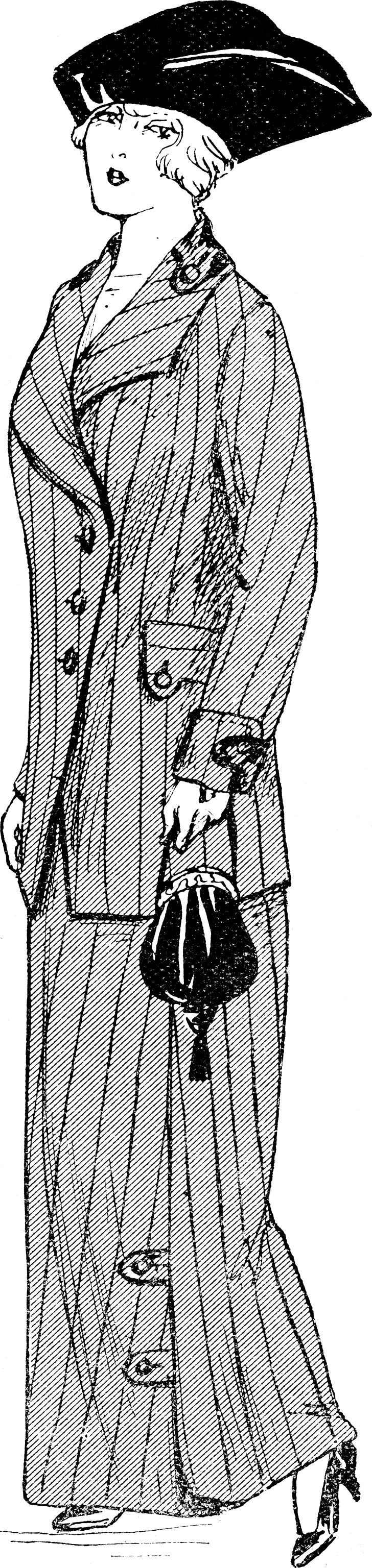
À La Parisienne, Hiver 1913-1914.

La "Grande guerre" met fin à la Belle Époque. Les femmes exercent les travaux qui étaient réservées aux hommes. Leur façon de s'habiller s'adapte à leurs nouvelles fonctions et se masculinise; les robes raccourcissent.
L'industrie textile étant mobilisée par l'effort de guerre, la mode ne réapparaît que dans les années 1920. Cependant, la guerre permet également l'invention de sous-vêtements plus confortables.

### Femmes
C'est le retour de la jupe-culotte ou jupe-pantalon sous une autre forme que celle lancée par l'essor de la bicyclette, la culotte ressemble plus à un large pantalon de satin et descend désormais en bas des jambes avec une jupe drapée par-dessus.
La mode est à la silhouette allongée et dans cet esprit le sac à main se porte en bandoulière sur l'épaule tombant jusqu'aux chevilles[réf. nécessaire].
Le corset dit ligne normale fait son apparition.
En 1914, les perruques de couleurs sont de mise avec une tenue de soirée.

### Hommes
L'avènement du complet révolutionne la mode masculine.

## Années 1920
La mode réapparaît transformée par les privations : les jupes se portent courtes (en dessous du genou), le tailleur a été adopté : tenue de ville confortable et pratique.
Grâce aux grands paquebots qui relient l'Europe et les États-Unis, les deux continents s'influencent en termes de mode.
Le sport et l'automobile influencent de plus en plus les vêtements.

### Femmes

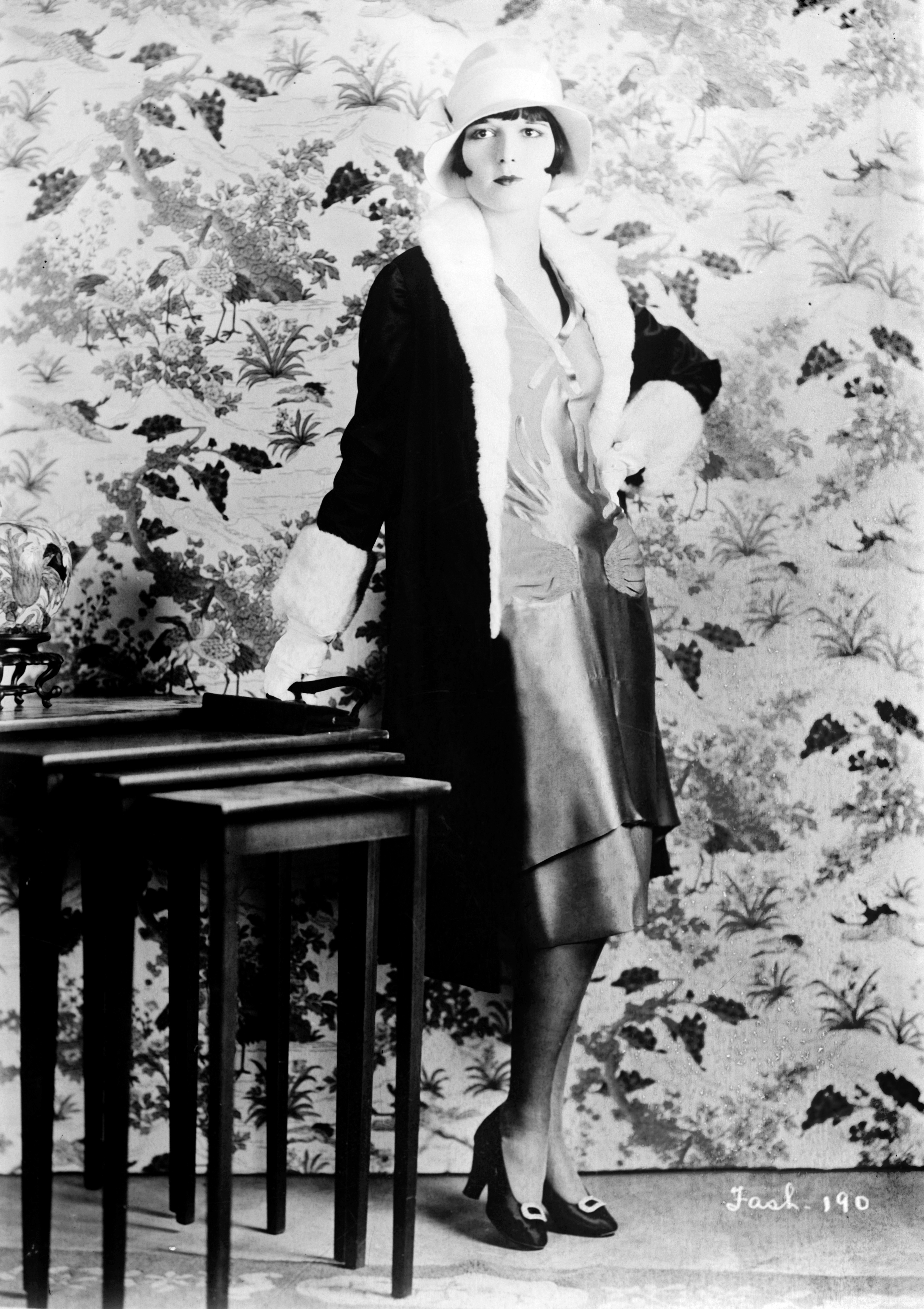
La comédienne Louise Brooks en 1927.

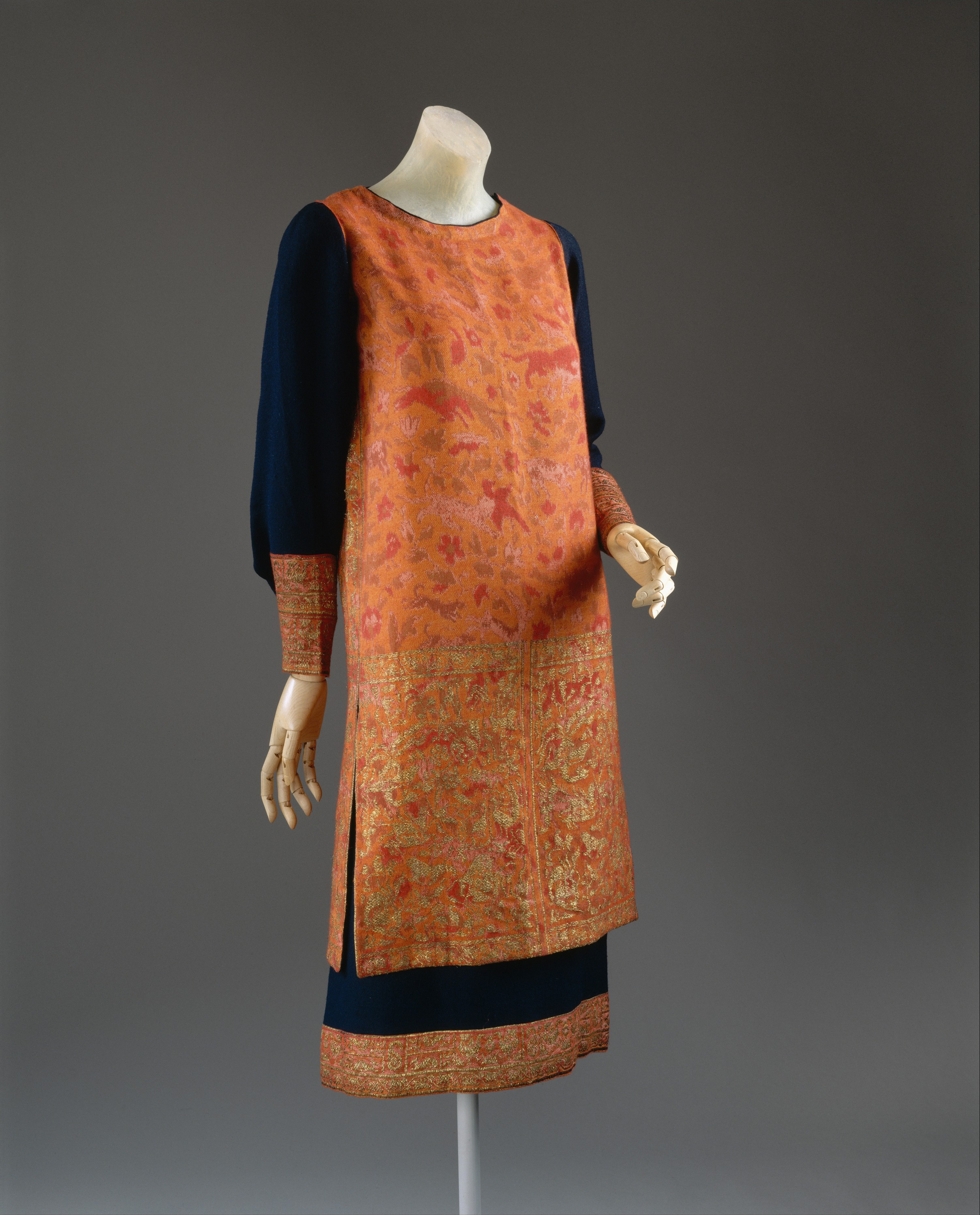
Robe de jour créée par les sœurs Callot, vers 1924 : conformément à la mode de l'époque, la silhouette est droite, la poitrine n'est pas soulignée.

La silhouette est allongée et droite ; le buste est plat, la poitrine gommée et la taille très basse.
En été, les bras et le cou sont découverts ainsi que les jambes jusqu'au-dessous du genou.
Les costumes de bain prennent l'allure de véritable maillots de bain même s’ils restent encore très couvrants sur les cuisses ou les épaules.
C'est l'apparition de la coiffure dite garçonne et du chapeau dit cloche.
Le corset est parfois remplacé par le porte-jarretelles et le soutien-gorge, la lingerie disparaissant presque totalement.
Avec l'essor de l'automobile, le vêtement féminin a nettement évolué pour passer en à peine vingt ans du haut corset avec jupe traînante, chignon, ombrelle et chapeau lourdement orné à voilette au chandail échancré à bras nus avec jupe aux genoux et chapeau-cloche.
Pour les coiffures, c'est l'avènement de la mise-en-pli qui restera en vogue aussi dans les années 1930.

### Hommes
L'allure sportive est de mise, le complet se porte avec des motifs à carreaux, le pantalon de golf est très tendance.
Peu d'évolution, la veste est devenu veston et le chapeau se porte mou.
La tenue de soirée reste le smoking.
L'essor de l'automobile ayant aussi apporté quelques éléments à la tenue : cache-poussière, casquette, lunettes et gants de cuir.

## Années 1930

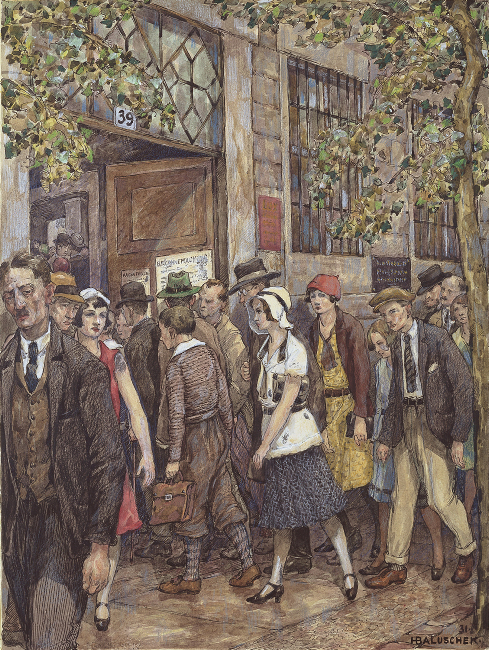
Tableau de Hans Baluschek

Le sport fait évoluer les vêtements et la mode.

### Femmes
La gaine en latex redessine les contours de la femme.
La robe longue refait son apparition sous forme de robe de soirée, mais le tailleur reste de mise en tenue de ville.
En été 1933, le short apparaît massivement sur les plages parfois assorti avec un dos nu.
Le manteau se porte court, bordé de fourrure et porté avec une toque assortie ou en cape.
Le chapeau est un béret ou un feutre.
Le corsage est sanglé dans la ceinture.
La jupe remonte progressivement au-dessus du genou pour être alors qualifiée de très courte.
C'est en été 1939 que le pantalon s'impose dans la mode féminine avec une coupe large et des revers.
Le maillot de bain une pièce et son bonnet deviennent un véritable vêtement à nager.

### Hommes
Le costume de golf en Prince de Galles (tissu) avec casquette assortie est en vogue dont Tintin immortalisera le pantalon.

## Années 1940
La guerre paralyse de nouveau l'industrie du textile, les matières premières sont rares et chères. Cette situation impose une mode de circonstance due aux privations : jupe courte (en dessous du genou), épaules carrées, petit chapeau bricolé avec des morceaux de rideau ou turban, chaussures à semelles compensées ou en bois. On peint une fausse couture sur les jambes pour imiter les bas, et puis on s'en passe : à la fin de la guerre, il n'est plus inconvenant de sortir en sandales avec des socquettes.
C'est aussi l'apparition des zazous.
C'est en 1947 que Christian Dior relance la mode en instaurant le New Look : ligne ample, taille fine et hanches marquées.

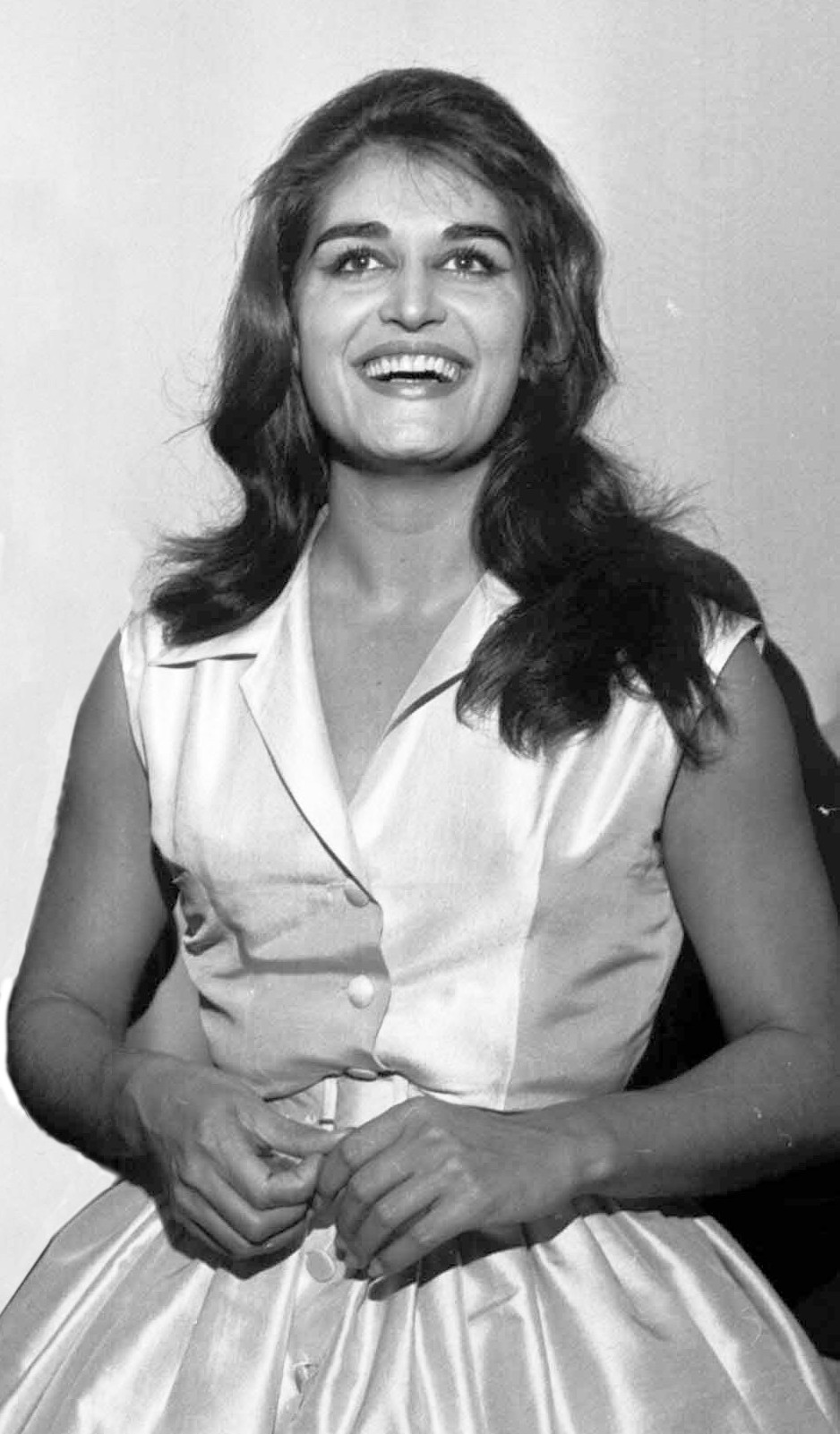
Dalida à la fin des années 1950.

## Années 1950
En 1954, Coco Chanel lance le tailleur comme une sorte de réaction au New Look.
Yves Saint Laurent fait ses premiers pas chez Dior.
Le duffle coat et le chignon choucroute deviennent populaires. Les jupes sont parfois gonflées de jupons en tulle.
Les chaussures à bride sont en vogue pour les femmes.
Certains hommes portent des jeans.

## Années 1960
Les années 1960 marquent l'essor du prêt-à-porter puis de la mini-jupe (minijupemodemini). C'est l'apparition de nouvelles matières synthétiques.
Pierre Cardin crée des robes en plastique moulé et des justaucorps en résille de vinyle. Courrèges révolutionne la mode, Paco Rabanne crée une robe en métal.

### Femmes

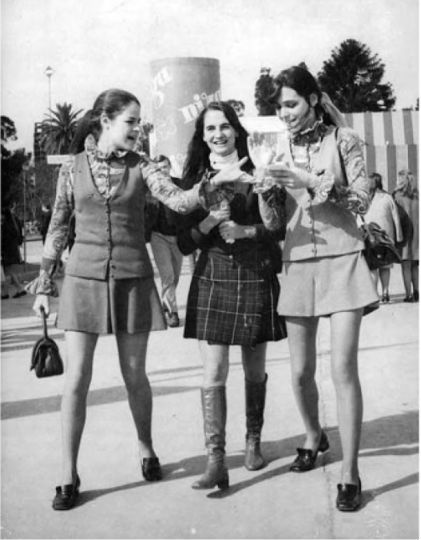
Jeunes filles (1967)

Héritage de la décennie précédente, pour la soirée, la silhouette féminine se définit encore au début des années 1960 par une taille de guêpe et une jupe ou une robe longue (au-dessous du genou).
En tenue de ville, les jupes vont progressivement remonter sur les jambes pour passer de dessous le genou au début de la décennie à la minijupe en fin de décennie (à partir de 1965), favorisant du même coup le port des collants. La première minijupe apparait à Londres, créée par la styliste Mary Quant.
Les vestes ou les cardigans sont simplement fermés bord à bord sans moyen de fixation ou alors par un unique bouton près du col.
Les manches sont longues et collantes. Les motifs notamment à pois et rayures sont en vogue.
Les accessoires essentiels sont le chapeau en forme de toque, le bandeau ou le foulard dans les cheveux et les lunettes fantaisies voire futuristes. Les bijoux sont multicolores et en plastique.
Les bottes sont à la mode.
Bouleversement durant cette décennie : le talon aiguille galbé cède la place au talon droit et carré (haut ou plat). Le bottier Durer innove dans la couleur des cuirs, lance la cuissarde et les sandales tressées main. La silhouette féminine devient géométrique (André Courrèges, Pierre Cardin), sans taille ni poitrine, et la coiffure courte et casquée (Mireille Mathieu à ses débuts) entre autres sur l'impulsion de Vidal Sassoon.

## Années 1970
Les années 1970 en mode voient de profonds changements par rapport à la décennie passée. Alors que jusque là Londres insufflait les tendances dans les années 1960, New York et les États-Unis deviennent le centre de la mode. Globalement, deux courants dominent le monde occidental : les vêtements fantaisie représentant une mode permissive, et les tenues faciles à porter, dans la lignée du prêt-à-porter. Les vêtements unisexes se répandent avec, en premier lieu, le jeans. Plusieurs styles marqués et anti-conformistes vont se succéder sur quelques années, tels ceux issus du mouvement hippie, du punk, du glam-rock ou du disco. Des créateurs de mode sont au premier plan comme le français Yves Saint Laurent ou l'américain Halston.   

## Années 1980
La mode des années 1980 devient matérialiste et met l'accent sur l'apparence. Logo, marques, couleurs, maquillage, la tenue et les accessoires doivent être ostentatoires. Le corps sportif est moulé dans des vêtements — parfois fluo — épousant la moindre forme. Le power dressing rempli le vestiaire. Paris redevient le centre de la mode imposant nombre de nouveaux stylistes venus de différents horizons ; la moribonde haute couture, représentée par les deux monstres sacrés Saint Laurent et Givenchy, retrouve ses clientes : tous les regards se tournent vers la capitale française où la mode est créative et omniprésente ; Mugler, Montana, Gaultier et Alaïa en sont les vedettes. Mais les États-Unis conservent une influence importante, que ce soit avec le dynamique prêt-à-porter américain souvent sportswear, ou les sagas télévisés et la musique de MTV qui inondent les écrans. De la même façon , l'Angleterre popularise de nombreux styles par sa musique remplissant (en) les charts de toute la planète. Mais si Paris insuffle au monde une mode dynamique durant ces années « fric et frime », il s'y développe à l'opposé une tendance plus sobre, plus sombre, avec les collections de Rei Kawakubo ainsi que les créateurs minimalistes. Le noir envahit la garde-robe de chacun. Aux alentours de 1987, la période d'euphorie décline, malgré l'arrivée tant remarquée de Lacroix.

## Années 1990

### Femmes
C'est l'essor du tee-shirt imprimé, logoté, et du pantalon qui se porte désormais en toutes circonstances, notamment le jeans imposé depuis les années 1960.
Les manteaux sont amples, coupé en forme de robes ou de capes.
Les impressions textiles s'inspirent de motifs orientaux ou des fourrures (panthère ou ocelot dans des couleurs fantaisistes bleu, rose, etc.). Les couleurs qualifiées de couleur soleil sont mises en avant pour les tenues de ville, mais le noir garde un côté sophistiqué et distingué favorisé pour les tenues de soirées.
L'essor des accessoires parfois voyants (bijoux, ceinture, lunettes etc.) accentue cette tendance multicolore. matière plastique. Le brillant est très en vogue et s'exprime sur toute la décennie via des matières brillantes (satin, vinyle, etc.) ou par les paillettes présentes autant dans le vêtement que le maquillage. Cette tendance au brillant donnera naissance à la mode du strass en fin de décennie. Le maquillage évolue aussi des paillettes vers la nacre.
La silhouette de femme devient fuselée au milieu de la décennie.

#### Spécifiques
Articles abordant spécifiquement l'histoire de la mode au XXe siècle sous d'autres approches :
- Photographie de mode
- Illustration de mode
- Capitale de la mode
- Sportswear (mode)